# 先贤祠广场
先贤祠广场（Place du Panthéon，[plas dy pɑ̃teɔ̃]）是巴黎第五区的一个广场，位于拉丁区。
先贤祠广场得名于广场东侧的先贤祠；索弗洛路（Rue Soufflot）位于广场以西。

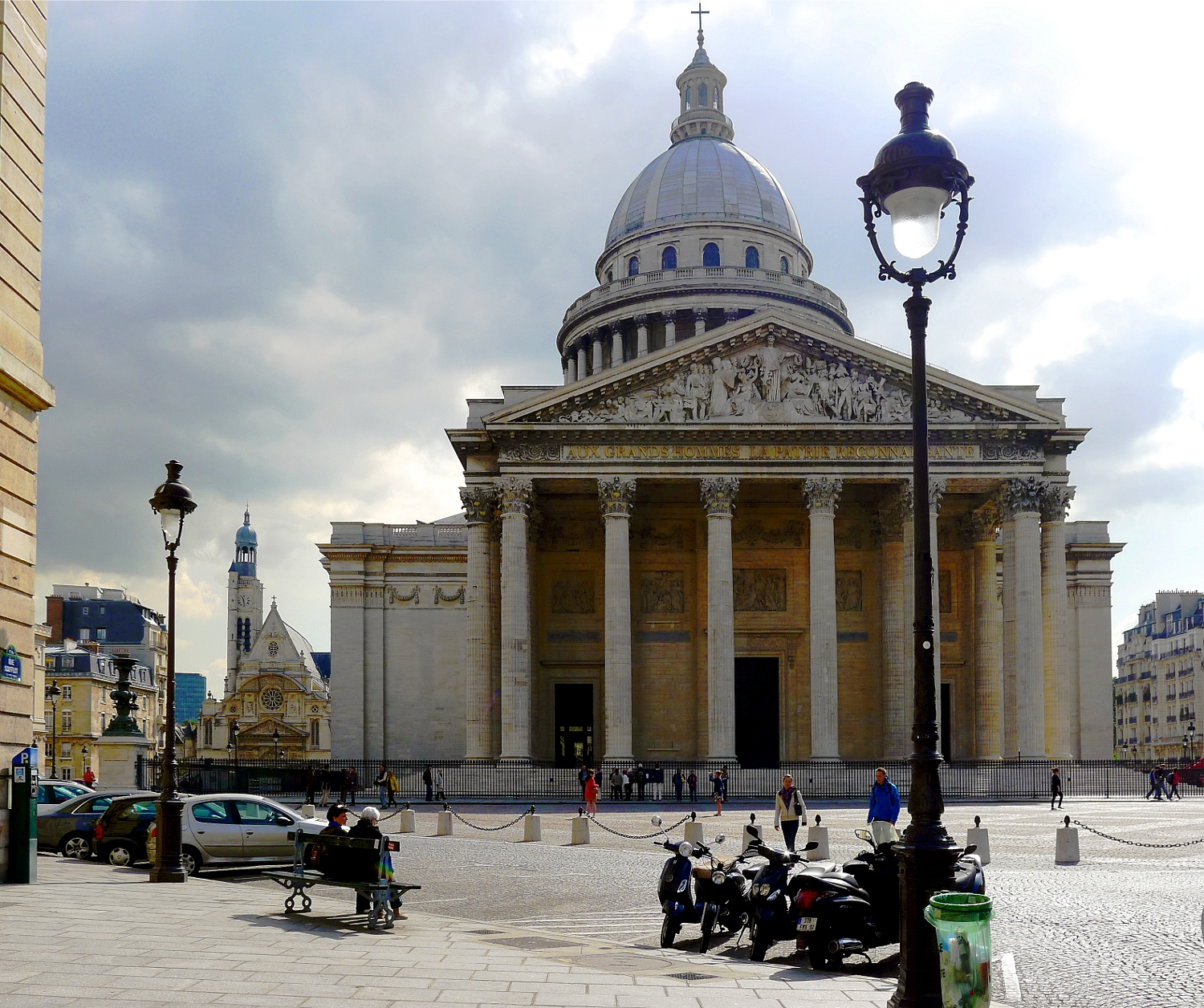
先贤祠
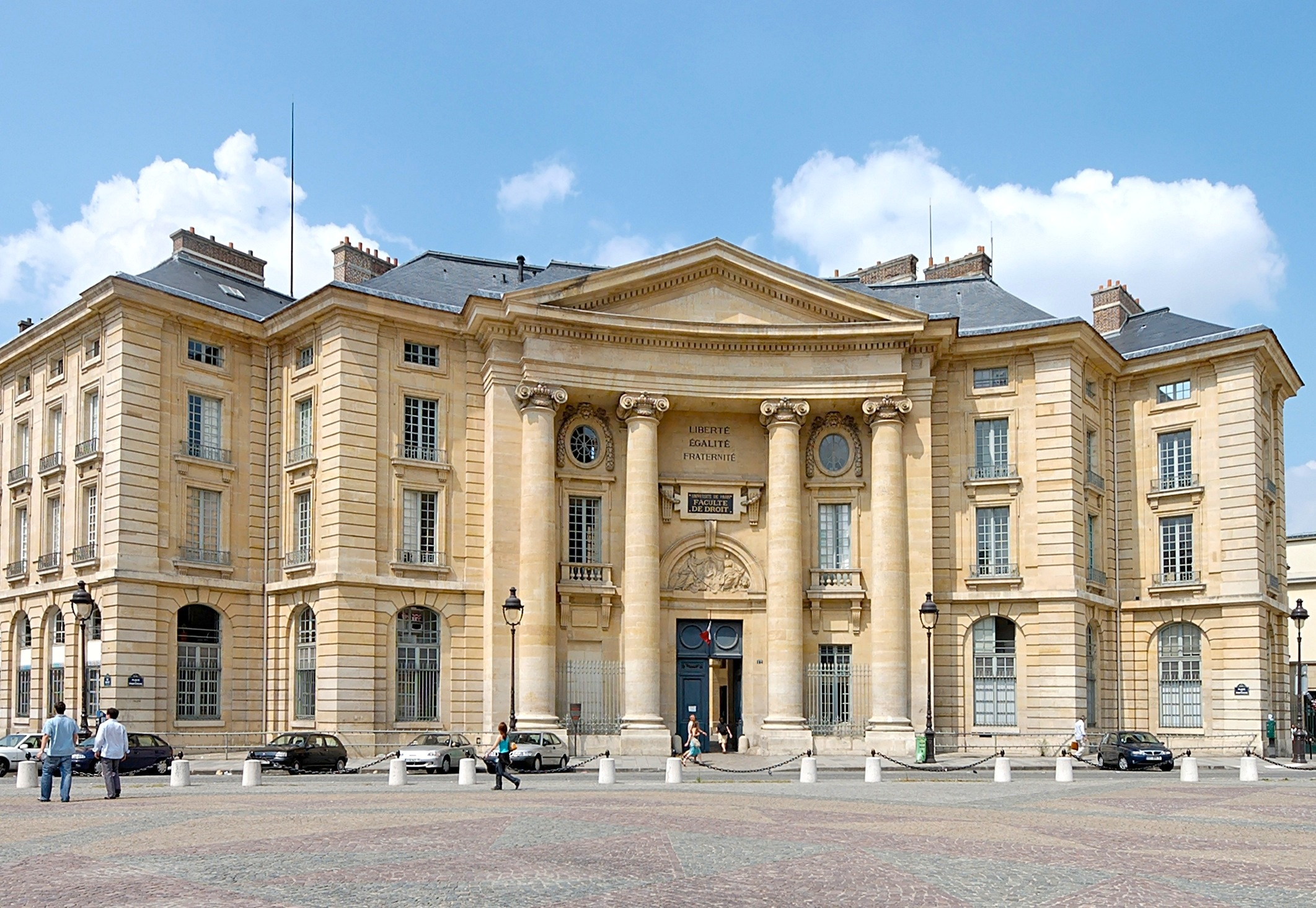
巴黎第二大学主楼
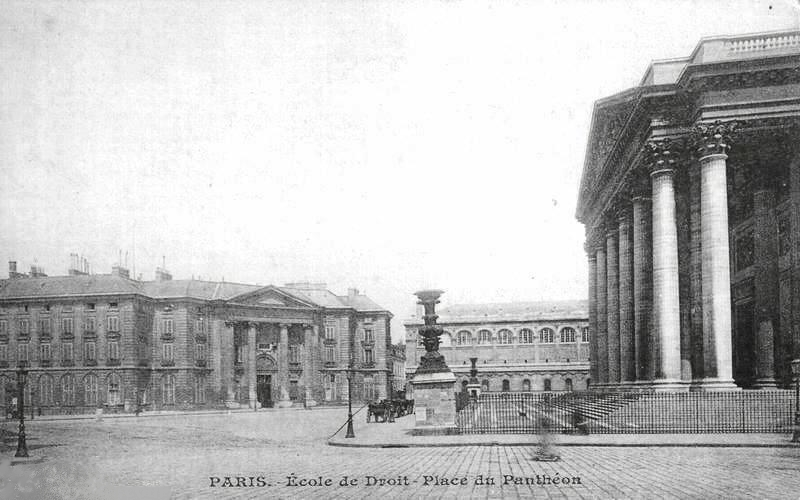
1900年
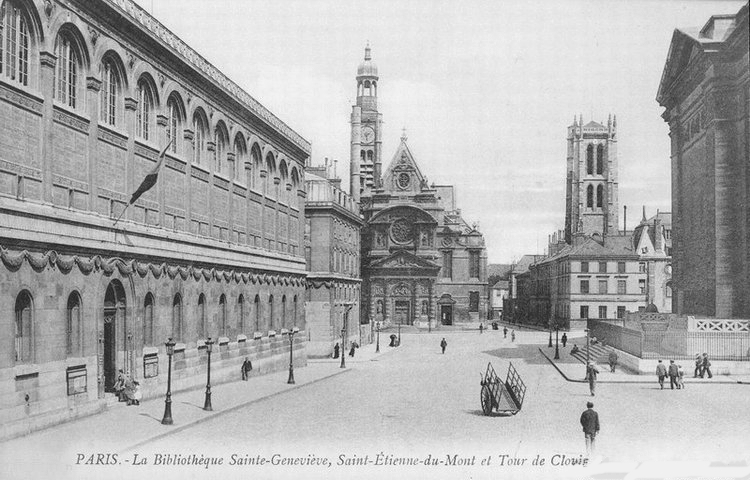
圣日内维耶图书馆、圣斯德望堂、亨利四世中学和先贤祠，1900年
地图

48°50′47″N 2°20′42″E / 48.8465°N 2.3449°E